# Louis Amiard
Louis Amiard est un homme politique français né le 4 avril 1872 à Paris 4e et décédé le 8 juin 1935 à Paris 16e.

## Biographie
Docteur en droit, il se lance dans l'industrie. Maire de Neuilly-sur-Marne, conseiller général du canton du Raincy, il est élu député en 1909 à l'occasion d'une élection partielle. Il est réélu en 1910 et 1914, et siège au groupe radical et radical socialiste. Durant ce mandat en tant que vice-président de la Commission des P.T.T., il fut à ce titre l'initiateur en France des chèques postaux (1916). Il est battu en 1919. En 1923, il devient président du conseil général de Seine-et-Oise et le reste jusqu'à sa mort en 1935. Il est sénateur de Seine-et-Oise de 1926 à 1935, et devient président de la commission du Commerce de 1933 à 1935.

## Synthèse des mandats
Mandats locaux
- 1904- 1935 maire de Neuilly-sur-Marne
- conseiller général du Raincy
- 1923- 1935 Président du conseil général de Seine-et-Oise ; il le resta jusqu'à sa mort.

Mandats de député de Seine-et-Oise de 1909 à 1919
- Élu le 21 mars 1909
- Réélu le 8 mai 1910,
- Réélu le 10 mai 1914
- Battu en 1919

Mandats de sénateur de Seine-et-Oise
- Élu du 14 février 1926 au 9 janvier 1927
- Réélu le 9 janvier 1927
- Fin de mandat le 18 juin 1935 (décédé)

## Distinctions
- Chevalier de la Légion d'honneur en 1922

## Hommage
À Neuilly-sur-Marne, un groupe scolaire proche de la poste centrale porte son nom.